# USS Saratoga (CV-3)
USS Saratoga (CV-3) – amerykański lotniskowiec typu Lexington, wprowadzony do służby w 1927. Został przebudowany z krążownika liniowego typu Lexington. Wraz z bliźniaczym lotniskowcem "Lexington" (CV-2) był pierwszym dużym lotniskowcem marynarki wojennej Stanów Zjednoczonych i służył w niej przez cały okres II wojny światowej, biorąc udział w walkach z Japonią na Pacyfiku i będąc wielokrotnie w tych walkach uszkadzany. 
W chwili rozpoczęcia wojny z Japonią 7 grudnia 1941 lotniskowiec znajdował się w San Diego na zachodnim wybrzeżu USA, skąd został natychmiast wysłany w okolice Pearl Harbor i miał wziąć udział w odsieczy wyspy Wake, lecz operacja ta została odwołana. 11 stycznia 1942 został trafiony torpedą wystrzeloną przez japoński okręt podwodny. Naprawa uszkodzeń zajęła wiele miesięcy i uniemożliwiła udział okrętu w kluczowych bitwach morskich pierwszej połowy 1942 roku. Zreperowany okręt wrócił do bazy w Pearl Harbor na początku czerwca 1942, o kilka dni za późno by wziąć udział w bitwie pod Midway. W sierpniu wspierał amerykańskie lądowania na wyspie Guadalcanal, biorąc udział w bitwie koło wschodnich Wysp Salomona. 31 sierpnia 1942 został ponownie uszkodzony przez torpedę wystrzeloną z japońskiego okrętu podwodnego. Po naprawach w Pearl Harbor wrócił do obszaru walk w grudniu 1942 i przez następny rok wspierał operacje w okolicach Wysp Salomona. W listopadzie 1943 brał udział w udanych atakach przeciwko japońskiej bazie w Rabaul, następnie wspierał amerykańską inwazję Wysp Gilberta. W grudniu 1943 przeszedł krótki remont w San Francisco, podczas którego zainstalowano silniejszą baterię przeciwlotniczą. 
Po powrocie do linii w styczniu 1944 lotniskowiec wspierał inwazję Wysp Marshalla. W marcu 1944 został wysłany na Ocean Indyjski, gdzie wspierał operacje Royal Navy, biorąc udział w atakach zespołu lotniskowców przeciwko instalacjom japońskim na Sumatrze i Jawie. W czerwcu 1944 wrócił na zachodnie wybrzeże Stanów Zjednoczonych by przejść kolejny remont w Bremerton. Po powrocie do Pearl Harbor we wrześniu 1944 otrzymał zadanie szkolenia pilotów w działaniach nocnych. W styczniu 1945 wrócił do linii by wziąć udział we wspieraniu lądowania na Iwo Jimie, gdzie miał chronić amerykańskie okręty przed nocnymi atakami samolotów japońskich. Po drodze do wyspy wspierał ataki zgrupowania lotniskowców na główne wyspy Japonii. W trakcie operacji w rejonie Iwo Jimy, 21 lutego 1945 został zaatakowany w nocy przez samoloty japońskie i trafiony sześcioma bombami, odnosząc ciężkie uszkodzenia. Naprawa w USA trwała do końca maja, następnie do końca wojny był używany do szkolenia pilotów i już nie wrócił do obszaru walk.
Po wojnie został wycofany ze służby i zatopiony jako okręt-cel 25 lipca 1946 w wyniku dwóch próbnych wybuchów jądrowych przeprowadzonych w atolu Bikini.
Następnym okrętem noszącym nazwę "Saratoga" był lotniskowiec typu Forrestal, "Saratoga" (CV-60), wprowadzony do służby w 1956.

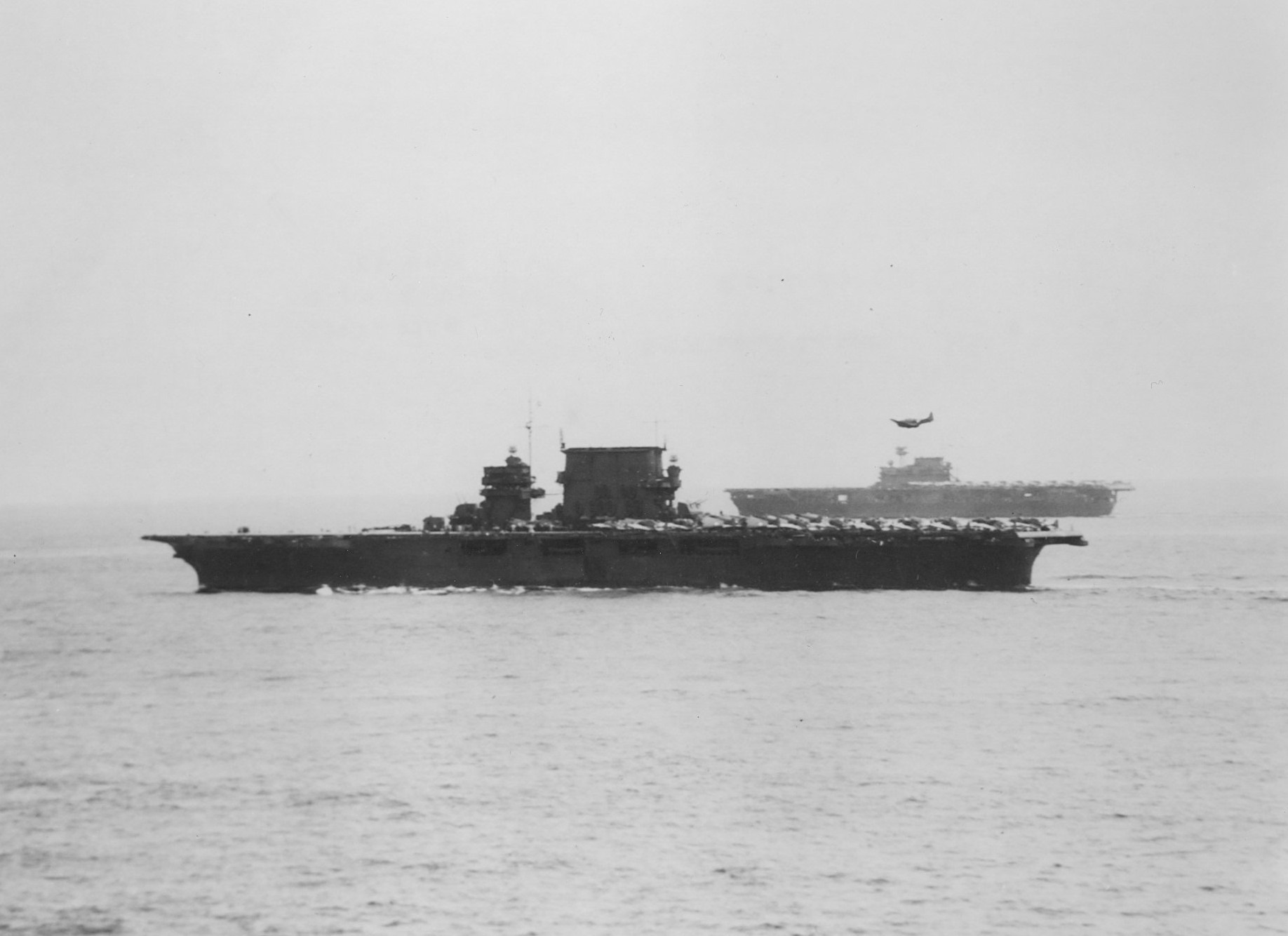
USS "Saratoga" w pobliżu Guadalcanalu w sierpniu 1942
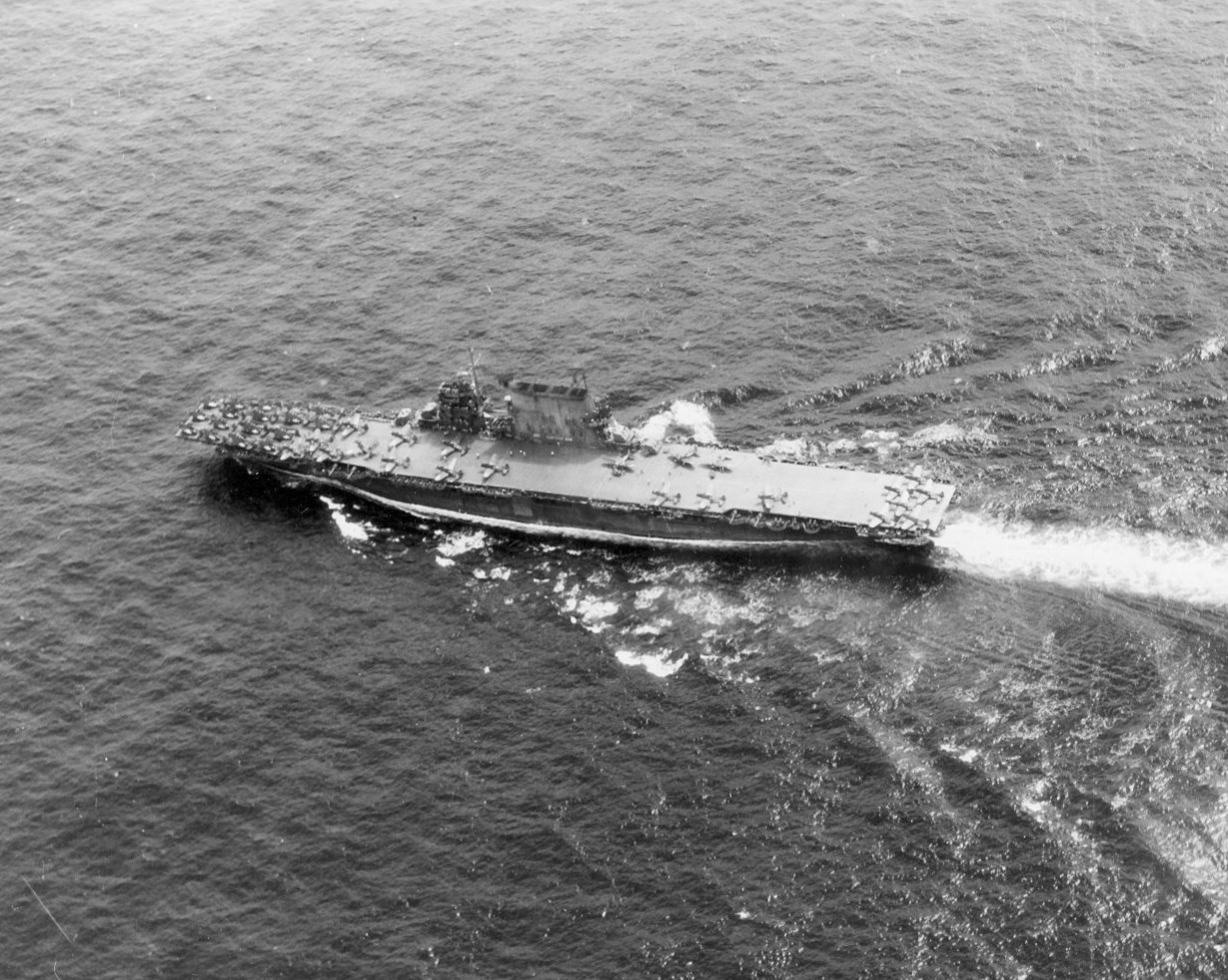
USS "Saratoga" w drodze, 8 lutego 1944